# Kanton Douai-Sud
Kanton Douai-Sud (francouzsky Canton de Douai-Sud) je francouzský kanton v departementu Nord v regionu Nord-Pas-de-Calais. Tvoří ho 12 obcí.

## Obce kantonu
- Aniche
- Auberchicourt
- Dechy
- Douai (jižní část)
- Écaillon
- Férin
- Guesnain
- Lewarde
- Loffre
- Masny
- Montigny-en-Ostrevent
- Roucourt